# Expedición holandesa a Argel de 1624
En 1622, las República Holandesa y la Regencia de Argel concluyeron un tratado de paz, que los argelinos no respetaron. En respuesta, los holandeses lanzaron una expedición punitiva para castigar a los argelinos.

## Antecedentes
Entre 1613 y 1622 los piratas berberiscos argelinos estuvieron muy activos en el Mediterráneo. Atacaron numerosos barcos holandeses, lo que molestó tanto a los Estados Generales como a los comerciantes neerlandeses. El país se estaban enriqueciendo tras una tregua de doce años entre holandeses y españoles, durante lo que se ha llamado la Edad de Oro holandesa.
Los neerlandeses intentaron formar alianzas con numerosos países del norte de África contra España y finalmente concluyeron un tratado de paz en 1622, después de la guerra entre Holanda y Berbería. Los argelinos no respetaron el tratado y siguieron atacando a barcos holandeses, y los neerlandeses estaban frustrados con los piratas berberiscos argelinos. En consecuencia, el almirante holandés Mooy Lambert recibió instrucciones de los Estados Generales para lanzar una expedición punitiva contra los argelinos.

## Expedición
El almirante Lambert pronto llegó a la boca del puerto de Argel con un gran número de corsarios argelinos que había derrotado y capturado por el camino. Ancló su escuadrón en el puerto y envió un mensaje al pachá exigiendo la liberación inmediata de todos los esclavos holandeses y de todos los barcos, cargamentos y mercancías capturados. Lambert amenazó con que si el pachá no hacía lo que decía, el almirante colgaría a todos los oficiales y tripulantes argelinos que había capturado.
El pachá se negó, convencido de que Lambert simplemente estaba usando una argucia. Después de que Lambert ahorcase a los cautivos argelinos de los mástiles de sus barcos y ahogase al resto, cuando ya no había más sitio, se dio la vuelta con su escuadrón y navegó de regreso al mar con los ejecutados colgando.
El hecho horrorizó al pachá y al pueblo argelino. La ciudad se convulsionó con el llanto de las multitudes y un clamor tumultuoso a las puertas del palacio del pachá.
No hubo tiempo de que el pachá y sus oficiales consideraran todas las consecuencias del asunto, ya que poco después regresaba el escuadrón de Lambert con una nueva colección de corsarios capturados y sus tripulaciones. Lambert volvió a fondear en el puerto y repitió sus exigencias con la misma amenaza si no se cumplían. El pachá inmediatamente liberó a todos los cautivos holandeses y les devolvió las propiedades. Sin embargo, Lambert no devolvió a los argelinos capturados. Los llevó a su casa en la República Holandesa y se desconoce lo qué ocurrió con ellos.